# Comuna Țvitocine, Bilohirsk
Țvitocine (în ucraineană Цвіточне) este o comună în raionul Bilohirsk, Republica Autonomă Crimeea, Ucraina, formată din satele Dolînivka și Țvitocine (reședința).

## Demografie
Componența lingvistică a comunei Țvitocine
     Rusă (45,4%)
     Tătară crimeeană (44,32%)
     Ucraineană (8,86%)
     Alte limbi (0,3%)
Conform recensământului din 2001, nu exista o limbă vorbită de majoritatea populației, aceasta fiind compusă din vorbitori de rusă (45,4%), tătară crimeeană (44,32%) și ucraineană (8,86%).